# Obdulio Barthe
Obdulio Barthe (Encarnación; 5 de septiembre de 1903- Buenos Aires; 1981) fue un político comunista paraguayo y también sindicalista. Fue uno de los importantes líderes de lo que fue la toma de Encarnación en 1931.

## Su juventud
Cursó sus estudios primarios en su ciudad natal de Encarnación, Paraguay. Luego realizó sus estudios secundarios y universitarios en Asunción.
En su juventud, comulgó con los ideales anarquistas, influenciado por Rafael Barrett. En 1920, a los 17 años, en la Plaza Uruguaya de la ciudad de Asunción, pronunció su primer discurso frente a una concentración popular, lo que le valió su primera estadía en la prisión.

## Inicios en los movimientos sociales y populares
En los años 1928 y 1929, participó de la fundación de la Universidad Popular y del Nuevo Ideario Nacional, respectivamente.
En 1931 participó de la toma de Encarnación, que fue un intento de revolución anarquista.
En 1934, ingresa al Partido Comunista Paraguayo, en el Congreso de Lobos, y hace parte del Comité Central.
En 1936, en plena Revolución de Febrero, funda la Confederación Nacional de Trabajadores, que apoyaría al gobierno de Rafael Franco.[cita requerida]

## Exilio y luchas
De 1940 a 1945, vivió en la clandestinidad para luego salir del país, exiliadose en Argentina dónde recibirá asilo diplomático en la embajada argentina en Asunción y luego un salvoconducto para viajar a Buenos Aires.
En 1946, con la apertura democrática vuelve al país para sumarse una vez más a las actividades del Partido Comunista Paraguayo. Participó de la guerra civil del 47, y luego fue exiliado a la Argentina. 
El 22 de julio de 1950 es detenido y enviado a la cárcel Pública de Asunción, Paraguay (primeros antecedentes del Plan Cóndor). Luego de cuatro años de protestas y presión internacional para su liberación, se le brinda asilo político en Guatemala. Allí, debido al golpe de Estado contra el presidente democrático Juan Jacobo Arbenz promovido por EEUU, viaja a México y luego es invitado a la URSS. Debido a la dictadura y persecución de Alfredo Stroessner nunca puede regresar al Paraguay. En el año 1978 fue elegido como Secretario-General del Partido Comunista Paraguayo, cargo que ejerció hasta su fallecimiento en 1981, en Buenos Aires.